# 上町一丁目停留場
上町一丁目停留場（かみまちいっちょうめていりゅうじょう）は、高知県高知市上町にあるとさでん交通伊野線の路面電車停留場。坂本龍馬誕生地前の副名称が付けられている。

## 歴史
当停留場は1906年（明治39年）、本町筋一丁目停留場（ほんちょうすじいっちょうめていりゅうじょう）の名で開業した。1936年（昭和11年）には町名変更により表記を「本丁筋一丁目」に変更。1942年（昭和17年）に停留場はいったん休止されるが、10年後の1952年（昭和27年）に営業を再開した。上町一丁目と称するようになったのは1966年（昭和41年）のことで、これは同年に住居表示実施に伴う町名変更によるものである。
一時は停留場の廃止が計画されたこともあったが、当地が坂本龍馬の誕生地であること、近くに高知県立盲学校があることを理由に存置されている。

### 年表
- 1906年（明治39年）10月9日：土佐電気鉄道の本町筋一丁目停留場として開業[4]。
- 1936年（昭和11年）8月1日：本丁筋一丁目停留場に改称[4]。
- 1942年（昭和17年）7月29日：休止[4]。
- 1952年（昭和27年）7月1日：再開[4]。
- 1966年（昭和41年）8月10日：上町一丁目停留場に改称[4]。
- 2014年（平成26年）10月1日：土佐電気鉄道が高知県交通・土佐電ドリームサービスと経営統合し、とさでん交通が発足[5]。とさでん交通の停留場となる。

## 停留場構造
上町一丁目停留場は伊野線の併用軌道区間にあり、ホームは道路上に置かれている。ホームは2面あり、東西方向に伸びる2本の線路を挟み込むように設けられている。ただし互いのホーム位置は東西方向にずれていて、東にはりまや橋方面行き、西に伊野方面行きのホームがある。伊野方面行きのホームは上町二丁目、はりまや橋方面行きのホームは一丁目に位置する。

## 停留場周辺

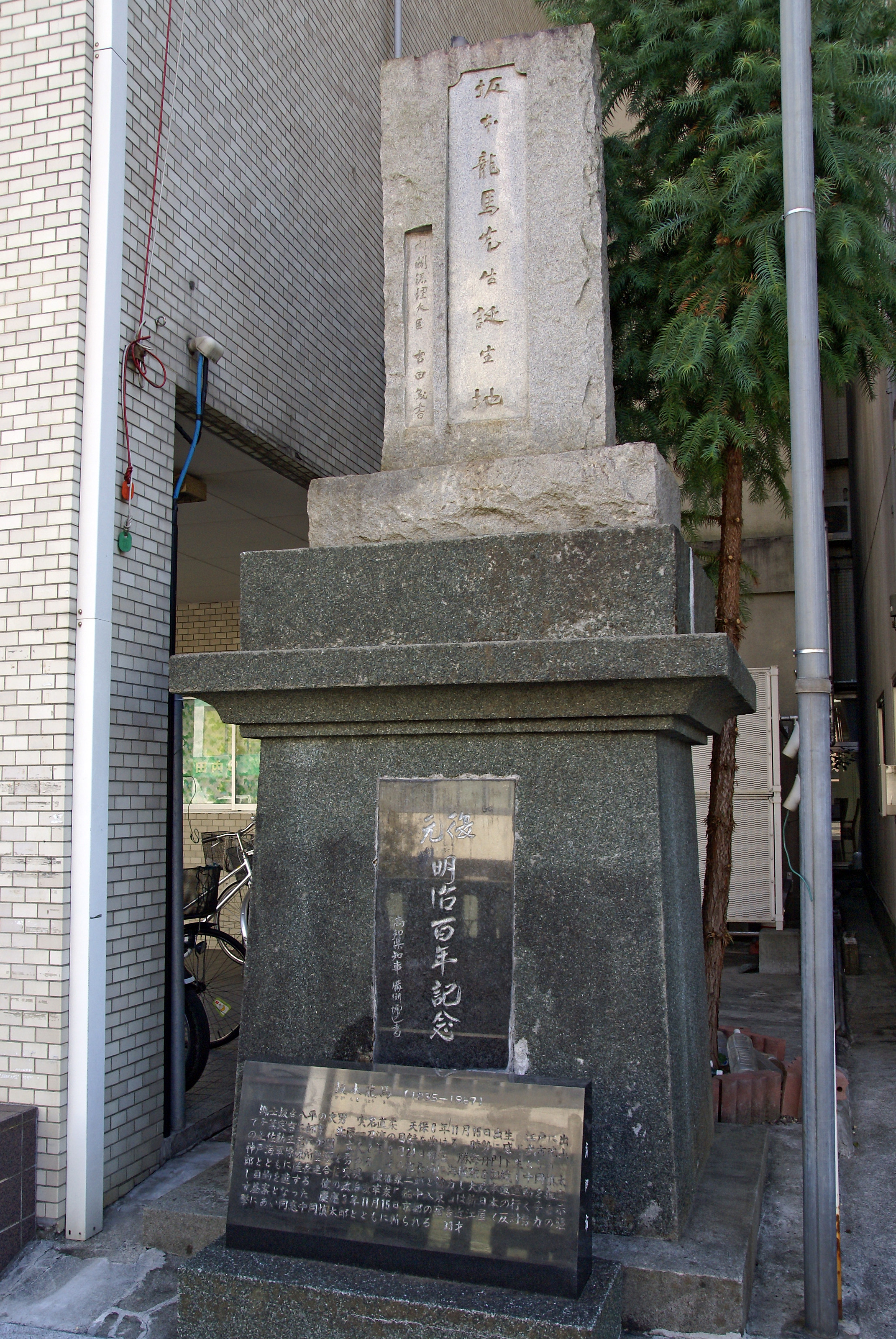
坂本龍馬誕生地の碑

伊野線の軌道が敷かれている電車通りはかつての往還道に相当し、街道沿いの上町界隈には大店（おおだな）が軒を連ねていた。その大店のひとつ「才谷屋」の分家から生まれたのが坂本龍馬であり、上町は龍馬の生まれ育った町である。坂本龍馬誕生地は当停留場が最寄りで、電車通りの一筋南、徒歩3分の距離には高知市立龍馬の生まれたまち記念館がある。
- 鏡川
- 江ノ口川
- 四国銀行上町支店
- 龍馬郵便局
- 城西館
- 国道33号
- 「上町一丁目」バス停留所

## 隣の停留場
とさでん交通
伊野線
枡形停留場 - 上町一丁目停留場 - 上町二丁目停留場